# Saison 1985 de la NFL
Navigation
Édition précédente Édition suivante
La saison 1985 de la NFL est la 66e saison de la National Football League. Elle voit le sacre des Chicago Bears à l'occasion du Super Bowl XX.

## Classement général
| Qualifié en play-offs |

| AFC Est              |      |      |      |        |          |            |
| Franchise            | Vic. | Déf. | Nuls | % vic. | Pts pour | Pts contre |
| Miami Dolphins       | 12   | 4    | 0    | .750   | 428      | 320        |
| New York Jets        | 11   | 5    | 0    | .688   | 393      | 264        |
| New England Patriots | 11   | 5    | 0    | .688   | 362      | 290        |
| Indianapolis Colts   | 5    | 11   | 0    | .313   | 320      | 386        |
| Buffalo Bills        | 2    | 14   | 0    | .125   | 200      | 381        |
| AFC Central          |      |      |      |        |          |            |
| Franchise            | Vic. | Déf. | Nuls | % vic. | Pts pour | Pts contre |
| Cleveland Browns     | 8    | 8    | 0    | .500   | 287      | 294        |
| Cincinnati Bengals   | 7    | 9    | 0    | .438   | 441      | 437        |
| Pittsburgh Steelers  | 7    | 9    | 0    | .438   | 379      | 355        |
| Houston Oilers       | 5    | 11   | 0    | .313   | 284      | 412        |
| AFC Ouest            |      |      |      |        |          |            |
| Franchise            | Vic. | Déf. | Nuls | % vic. | Pts pour | Pts contre |
| Los Angeles Raiders  | 12   | 4    | 0    | .750   | 354      | 308        |
| Denver Broncos       | 11   | 5    | 0    | .688   | 380      | 329        |
| Seattle Seahawks     | 8    | 8    | 0    | .500   | 349      | 303        |
| San Diego Chargers   | 8    | 8    | 0    | .500   | 467      | 435        |
| Kansas City Chiefs   | 6    | 10   | 0    | .375   | 317      | 360        |

| NFC Est             |      |      |      |        |          |            |
| Franchise           | Vic. | Déf. | Nuls | % vic. | Pts pour | Pts contre |
| Dallas Cowboys      | 10   | 6    | 0    | .625   | 357      | 333        |
| New York Giants     | 10   | 6    | 0    | .625   | 399      | 283        |
| Washington Redskins | 10   | 6    | 0    | .625   | 297      | 312        |
| Philadelphia Eagles | 7    | 9    | 0    | .438   | 286      | 310        |
| St. Louis Cardinals | 5    | 11   | 0    | .313   | 278      | 414        |
| NFC Central         |      |      |      |        |          |            |
| Franchise           | Vic. | Déf. | Nuls | % vic. | Pts pour | Pts contre |
| Chicago Bears       | 15   | 1    | 0    | .938   | 456      | 198        |
| Green Bay Packers   | 8    | 8    | 0    | .500   | 337      | 355        |
| Minnesota Vikings   | 7    | 9    | 0    | .438   | 346      | 359        |
| Detroit Lions       | 7    | 9    | 0    | .438   | 307      | 366        |
| Tampa Bay Buccs     | 2    | 14   | 0    | .125   | 294      | 448        |
| NFC Ouest           |      |      |      |        |          |            |
| Franchise           | Vic. | Déf. | Nuls | % vic. | Pts pour | Pts contre |
| Los Angeles Rams    | 11   | 5    | 0    | .688   | 340      | 277        |
| San Francisco 49ers | 10   | 6    | 0    | .625   | 411      | 263        |
| New Orleans Saints  | 5    | 11   | 0    | .313   | 294      | 401        |
| Atlanta Falcons     | 4    | 12   | 0    | .250   | 282      | 452        |

- New York Jets gagne la première Wild Card de l'AFC en raison des résultats enregistrés en conférence (9-3) contre 8-4 pour New England et pour Denver.
- New England gagne la seconde Wild Card de l'AFC contre Denver en raison des résultats enregistrés face aux adversaires communs (4-2 contre 3-3).
- Cincinnati termine devant Pittsburgh en AFC Central en raison des résultats enregistrés en confrontation directe (2-0).
- Seattle termine devant San Diego en AFC Ouest en raison des résultats enregistrés en confrontation directe (2-0).
- Dallas termine devant New York Giants et Washington en NFC Est en raison des résultats enregistrés en confrontation directe (4-0 contre 1-3 et 1-3).
- N.Y. Giants gagne la première Wild Card de la NFC en raison des résultats enregistrés en conférence (8-4) contre 7-5 pour San Francisco et 6-6 pour Washington.
- San Francisco gagne la seconde Wild Card de la NFC en raison des résultats enregistrés en confrontation directe (1-0).
- Minnesota termine devant Detroit en NFC Central en raison des résultats enregistrés en division (3-5 contre 2-6).

## Play-offs
Les équipes évoluant à domicile sont nommées en premier. Les vainqueurs sont en gras

### AFC
- Wild Card : 
  - 28 décembre 1985 : New England 26-14 New York Jets
- Premier tour : 
  - 4 janvier 1986 :  Miami 24-21 Cleveland
  - 5 janvier 1986 : Los Angeles Raiders 17-24 New England
- Finale AFC : 
  - 12 janvier 1986 : Miami 14-31 New England

### NFC
- Wild Card : 
  - 29 décembre 1985 : New York Giants 17-3 San Francisco
- Premier tour : 
  - 4 janvier 1986 : Los Angeles Rams 20-0 Dallas
  - 5 janvier 1986 : Chicago 21-0 New York Giants
- Finale NFC : 
  - 12 janvier 1986 : Chicago 24-0 Los Angeles Rams

### Super Bowl XX
- 26 janvier 1986 : Chicago (NFC) 46-10 New England (AFC), au Louisiana Superdome de La Nouvelle-Orléans